# Vastrapur
Vastrapur là một thị trấn thống kê (census town) của quận Ahmadabad thuộc bang Gujarat, Ấn Độ.

## Nhân khẩu
Theo điều tra dân số năm 2001 của Ấn Độ, Vastrapur có dân số 24.438 người. Phái nam chiếm 53% tổng số dân và phái nữ chiếm 47%. Vastrapur có tỷ lệ 87% biết đọc biết viết, cao hơn tỷ lệ trung bình toàn quốc là 59,5%: tỷ lệ cho phái nam là 89%, và tỷ lệ cho phái nữ là 84%. Tại Vastrapur, 8% dân số nhỏ hơn 6 tuổi.